# Campionat del món d'escacs de 1960
El Campionat del món d'escacs de 1960 fou un matx pel Campionat del món d'escacs que es disputà entre els soviètics Mikhaïl Botvínnik i Mikhaïl Tal a Moscou entre el 15 de març i el 7 de maig de 1960. Tal guanyà el matx i per tant, el títol.

## Resultats
El matx es jugava al millor de 24 partides. En cas que acabés empatat a dotze punts per banda, Botvínnik, el vigent campió, retindria el títol.
|                                           | 1 | 2 | 3 | 4 | 5 | 6 | 7 | 8 | 9 | 10 | 11 | 12 | 13 | 14 | 15 | 16 | 17 | 18 | 19 | 20 | 21 | Punts |
| ----------------------------------------- | - | - | - | - | - | - | - | - | - | -- | -- | -- | -- | -- | -- | -- | -- | -- | -- | -- | -- | ----- |
| Mikhaïl Tal Unió Soviètica / Letònia      | 1 | ½ | ½ | ½ | ½ | 1 | 1 | 0 | 0 | ½  | 1  | ½  | ½  | ½  | ½  | ½  | 1  | ½  | 1  | ½  | ½  | 12½   |
| Mikhaïl Botvínnik Unió Soviètica / Rússia | 0 | ½ | ½ | ½ | ½ | 0 | 0 | 1 | 1 | ½  | 0  | ½  | ½  | ½  | ½  | ½  | 0  | ½  | 0  | ½  | ½  | 8½    |

Campió: Mikhaïl Tal. En el moment en què guanyà el títol Tal tenia 23 anys, i fou el més jove Campió del Món d'escacs de la història.
La normativa de la FIDE donava al campió sortint el dret de desafiar el nou campió en un matx de revenja, dret al qual es va acollir Botvínnik en aquest cas, i que va portar a la celebració d'un nou matx l'any següent.